# Chaetomitrium poecilophyllum
Chaetomitrium poecilophyllum är en bladmossart som beskrevs av Hugh Neville Dixon 1941. Chaetomitrium poecilophyllum ingår i släktet Chaetomitrium och familjen Hookeriaceae. Inga underarter finns listade i Catalogue of Life.